# Hargita (napilap)
Hargita a Román Kommunista Párt Hargita megyei Bizottsága és a Megyei Néptanács napilapja volt Csíkszeredában (1968-tól az 1989-es decemberi fordulatig). 1989 után Hargita Népe címen közéleti napilappá szerveződött, első főszerkesztője Borbély László.

## Története
Első száma 1968. február 23-án jelent meg. 1974. május 4-től 1976. május 29-ig hetilap. Példányszáma 1981-ben 34 000 volt. Hargita megye gazdasági, társadalmi, művelődési, sportéletéről és turisztikai látnivalóiról (Török Árpád) tájékoztat, hazai és nemzetközi eseményekről ad számot.
1968-tól havonként jelent meg Népművészet-népköltészet című oldala, amelyen a megye községeinek helyneveiről, népszokásairól, népdalairól, népművészetéről nyújt színes képet. Szívesen tükrözi a lap irodalmi-művészeti életünket: oldalain többek között Beke György, Fodor Sándor, Székely János, Kormos Gyula, Tamási Áron, Tamási Gáspár, Szabó Gyula, Tomcsa Sándor prózai írásai, Kányádi Sándor, Magyari Lajos, Molnos Lajos és a Forrás-nemzedékek versei jelentek meg. A Hargita rendszeresen foglalkozott kiemelkedő történelmi eseményekkel, jeles történelmi személyiségeinkkel, haladó hagyományainkkal, a székelység múltjával. Neves képzőművészeket mutatott be rendszeresen. Az Akusztika rovatban országos jelentőségű irodalmi, művészeti, kulturális eseményeket kísérte figyelemmel. Tudományos horizont címen tudománynépszerűsítéssel foglalkozott. Közölt egészségügyi felvilágosító cikkeket is orvosok tollából (Jakab Kálmán).
Patronálta a magyar nyelvű műszaki könyvek kiadását. Így jelentek meg a következő kötetek Csíkszeredában: Kerekes Ferenc: A gépek üzemeltetése és karbantartása. A mezőgazdasági gépész kézikönyve (1970); Alexandru Cîmpian: Közlekedés (1971); Kádár Zsombor–Deák István: Munkavédelem (1972); Balogh Albert: Növényvédelem a mezőgazdasági termelés szolgálatában (1973).
1981-ben Albert Antal főszerkesztő elnökletével működő szerkesztőbizottság tagjai: Bálint András, Bogos Sándor, Borbély László, Füstös Jenő (főszerkesztő-helyettes), Hecser Zoltán, Kolozsi Márton. Belső munkatárs: Birtók József, Demeter Zoltán, Ferencz Imre, Koszta István, Kristó Tibor, Nagy P. Zoltán, Minier Pál, Németh Szilveszter, Oláh István, Papp Dezső, Randják József, Rebendics József, Székedi Ferenc, Váli József és Zöld Lajos.

### Főszerkesztők
- Albert Antal
- Bálint Dénes
- Csernátoni József
- Füstös Jenő (főszerkesztő-helyettesként állt a lap élén)

A lap 1989 decemberében szűnt meg, helyébe a Hargita Népe lépett.

## További irodalom
- Kolozsi Márton: A Hargita és az irodalom. Igaz Szó, 1969/8.
- Beke György: Hargita: lap és táj. Korunk, 1971/3.
- Bakó László: Az Informația Harghitei és a H. napilapok költészete (1968–1978). Sokszorosított bibliográfia. Csíkszereda, 1980.
- Gagyi József: Egy irodalmi oldal margójára. Igaz Szó, 1982/2.
- Ferencz Imre: A Hargita és Hargita Népe, 2008. 03. 03